# Valget i Tyskland 1887
Valget i Tyskland 1887 blev afholdt den 21. februar 1887 og var det 7. føderale valg i Tyskland efter den tyske rigsgrundlæggelse.
Valgdeltagelsen var lidt over 77%, hvilket er betydeligt højere end i alle tidligere tyske parlamentsvalg.

## Resultater
| Parti                                                      | Mandater |
| ---------------------------------------------------------- | -------- |
| Nationalliberale (NL - Nationalliberalen)                  | 99       |
| Det katolske centerparti (Z - Zentrum)                     | 98       |
| Konservative (DK - Deutschkonservativen)                   | 80       |
| Konservative nationalister (DRP - Deutsche Reichspartei)   | 41       |
| Frisindede Liberale (FP - Freisinnige Partei)              | 32       |
| Franske og elsassiske regionalister (A - Alsatianen)       | 15       |
| Den polske liste (P - Polen)                               | 13       |
| SPD                                                        | 11       |
| Deutsch-Hannoversche Partei (DHP - hannoverske loyalister) | 4        |
| Andre                                                      | 2        |
| Antisemitter (AS - Antisemiten)                            | 1        |
| Den danske liste (D - Dänen)                               | 1        |
| Totalt                                                     | 397      |

| Valg | Spire Denne valgsartikel er en spire som bør udbygges. Du er velkommen til at hjælpe Wikipedia ved at udvide den. |